# Liste der Monuments historiques in Courtaoult
Die Liste der Monuments historiques in Courtaoult führt die Monuments historiques in der französischen Gemeinde Courtaoult auf.

## Liste der Immobilien
| Bezeichnung                       | Beschreibung            | Standort              | Kennzeichnung | Schutzstatus | Datum | Bild           |
| --------------------------------- | ----------------------- | --------------------- | ------------- | ------------ | ----- | -------------- |
| Kirche Notre-Dame-de-l’Assomption | aus dem 16. Jahrhundert | Rue de Beaupré (Lage) | PA00078091    | Inscrit      | 1926  | weitere Bilder |

## Liste der Objekte
| Bezeichnung                   | Beschreibung                                                                                     | Standort                                        | Kennzeichnung | Schutzstatus | Datum | Bild |
| ----------------------------- | ------------------------------------------------------------------------------------------------ | ----------------------------------------------- | ------------- | ------------ | ----- | ---- |
| Skulptur Madonna mit Kind (1) | Kalkstein, farbig gefasst, bezeichnet 130                                                        | in der Kirche Notre-Dame-de-l’Assomption (Lage) | PM10000625    | Classé       | 1894  |      |
| Skulptur Heilige Sabina       | Kalkstein, farbig gefasst, 16. oder 17. Jahrhundert                                              | in der Kirche Notre-Dame-de-l’Assomption (Lage) | PM10000627    | Classé       | 1913  |      |
| Skulptur Madonna mit Kind (2) | Kalkstein, farbig gefasst, übertüncht, 16. Jahrhundert                                           | in der Kirche Notre-Dame-de-l’Assomption (Lage) | PM10000626    | Classé       | 1913  |      |
| Pluviale (1)                  | Seide, bestickt, Ende des 18. Jahrhunderts; nicht auffindbar, möglicherweise in Ervy-le-Châtel   | in der Kirche Notre-Dame-de-l’Assomption (Lage) | PM10000629    | Classé       | 1964  |      |
| Taufbecken                    | Kalkstein, bemalt, um 1530; Kupferdeckel bezeichnet 1693                                         | in der Kirche Notre-Dame-de-l’Assomption (Lage) | PM10000628    | Classé       | 1913  |      |
| Pluviale (2)                  | Seide, bestickt, 18. Jahrhundert; nicht auffindbar, möglicherweise in Ervy-le-Châtel             | in der Kirche Notre-Dame-de-l’Assomption (Lage) | PM10000630    | Classé       | 1964  |      |
| Pluviale (3)                  | Seide, bestickt, Anfang des 19. Jahrhunderts; nicht auffindbar, möglicherweise in Ervy-le-Châtel | in der Kirche Notre-Dame-de-l’Assomption (Lage) | PM10000631    | Classé       | 1964  |      |